# Super saiyajin
Super saiyajin er et begreb fra mangaserien Dragon Ball.
En super saiyajin er en forvandling, som de sidste overlevende saiyajiner kan udføre, og alle med nok saiyajin blod i sig, deriblandt halv saiyajinerne, Gohan, Goten, Trunks.
Legenden siger, at hvert 1000 år vil der dukke en super saiyajin op.
Men sandheden er, at den bliver skabt af ens indre vrede, og den første der blev til en Super saiyajin var Son Goku. Og når man forvandler sig bliver ens kraft øget 50 gange.            

## Andre stadier
En super saiyajin var ikke nok til kampen imod Celle, så Vejita og Trunks gik ind i "tidens og åndens rum", hvor et år der inde svare til en dag udenfor, og bagefter så man flere stadier:
Disse stadier er nærmere en slags boost til normal super saiyajin, næste rigtige stadie er SSJ2.

## Anden grads super saiyajin
Ved en anden grads super saiyajin, bliver ens muskler større og man bliver meget stærkere.
Vejita var den første som viste dette stadie imod Celle.
Den har pga. Vejita selv fået fan navnet Super Vejita.
Trunks var også i denne form kort før han gik videre til næste.

## Tredje grads super saiyajin
Ved en tredje grads super saiyajin, bliver ens muskler endnu større og man bliver super stærk. Men pga de store muskler bliver man mere langsom, og man kan hurtigt blive besejret af en hurtig modstander. 
Trunks blev til denne form her, efter Vejita lod Celle opsuge C18, på grund af Vejitas hovmod. Super Vejita kunne derfor ikke længere holde stand mod det grønne uhyre, og blev slået ned i jorden, og først der benyttede Trunks dette Stadie, da han ikke ville vise sin far han havde opnået et højere niveau. Stadiet går også under navnet Super Trunks, men han blev alt for langsom, så selv om han rent faktisk var stærkere end celle var det ikke nok. Det vides ikke med sikkerhed men sandsynligheden er høj for at Vejita også kunne bruge dette stadie.Celle.

## Hiper saiyajin
Ultra saiyajinen (også kaldt super saiyajin 2) er det næste stadie for en super saiyajin. Man for ikke større muskler, da det ikke er et boost af en allerede eksisterende form, men bliver fantastisk stærkere. Son Gohan var den første til at blive dette stadie (og han var kun 11 år gammel, 10 hvis ikke tidens og åndens rum tæller med). Celle var barneleg for ham. Men da Celle sprang sig selv i luften blev han lige så stærk som Son Gohan. EFTER gohan mistede brugen af sin ene arm hvilket reducerede hans kraft med 50 procent Men Son Gohan vandt over Celle med en "far og søn kamehameha". Kun Son Goku og Vejita var de eneste andre, der viste dette stadie, men da Gotenks kunne bruge SSJ3 burde denne også kunne bruges af ham, men det er aldrig set.

## Mega saiyajin
En mega saiyajin (super saiyajin 3) er det officielle højeste niveau hos en saiyajin.
man så den først i kampen mod Demonen Bøh. hvor Son Goku blev til dette stadie og kæmpet imod bøh. Men det hjalp ikke det mindste fordi, Bøh kan regenerer sig af den mindste celle.
Den eneste, der er blevet til dette stadie end Son Goku var gotenks (Son-Goten og Trunks, som fusion).

## Ultra saiyajin
Den ultimative super saiyajin, og dog, stadiet er ikke med i den originale serie og det kan derfor spekuleres om den overhovedet tæller. Denne transformering er den eneste super saiyajin uden gyldent hår, feks Son Goku har sort hår og Vejita har brunt hår. Kun Son Goku og Vejita kan denne forvandling her. Først skal en saiyajin med en hale, se den fulde jord og bagefter bliver han til en gylden vargorilla, og så kan man blive til en giga saiyajin. Den kaldes også super saiyajin 4.